# Bình Nghĩa
Bình Nghĩa là một xã thuộc huyện Bình Lục, tỉnh Hà Nam, Việt Nam.
Xã Bình Nghĩa có diện tích 8,09 km², dân số năm 1999 là 11591 người, mật độ dân số đạt 1433 người/km².